# سمكة المهرج الحمراء
سمكة المهرج الحمراء أو سمكة المهرج الأسترالية (الإسم العلمي:Amphiprion rubrocinctus)، هو نوع من الأسماك يتبع جنس سمكة المهرج من فصيلة البوماسنتريدي. يستوطن شمال غرب أستراليا ويتغذى على عوالق الحيوانات.